# Batalla de Kbaade
 La Batalla de Kbaade (en adigués: ڀаткъуадж зауэ, romanizado: 'atqwadj zawə; en ruso: Кра́снополя́нская битва) tuvo lugar en 1864 entre los últimos restos de las fuerzas imperiales de los circasianos y los rusos durante la Guerra Ruso-Circasiana. Es ampliamente aceptada como la última batalla de la guerra, ya que a partir de entonces no se produjeron otras batallas importantes, aparte de rebeliones dispersas.

## Historia
La batalla tuvo lugar en Kbaade en 1864 entre el ejército circasiano de 20.000 hombres y mujeres, compuesto por aldeanos locales y milicianos, así como jinetes tribales, y un ejército ruso de 250.000 hombres, compuesto por jinetes cosacos y rusos, infantería y artillería. Las fuerzas rusas avanzaron por cuatro lados. Las fuerzas circasianas intentaron romper la línea, pero muchas fueron alcanzadas por la artillería y la infantería rusas antes de que pudieran llegar al frente. Los combatientes restantes fueron derrotados pronto. El ejército ruso comenzó a celebrar la victoria sobre los cadáveres y se llevó a cabo un desfile militar-religioso, mientras 100 guerreros circasianos eran ejecutados públicamente. El ejército ruso continuó atacando y quemando aldeas circasianas, destruyendo campos para evitar el regreso, talando árboles y expulsando a la gente hacia la costa del Mar Negro.